# عبدالحسین سمیعی
عبدالحسین ابتهاج سمیعی (زاده ۱۳۰۹ - درگذشته ۱۳۷۹)، پزشک، استاد دانشگاه و دولتمرد ایرانی بود. سمیعی که دانش‌آموختهٔ پزشکی در آمریکا بود، سمت‌هایی چون معاونت وزیر بهداری، ریاست مرکز پزشکی شاهنشاهی، و بین سال‌های ۱۳۵۲ تا ۱۳۵۵، وزارت علوم و آموزش عالی را برعهده داشت. او در این مقام بانی تأسیس نهادهای آموزش عالی چون مرکز پزشکی شاهنشاهی، دانشگاه رازی، دانشگاه سیستان و بلوچستان، دانشگاه گیلان، و دانشگاه مازندران  بود. پس از انقلاب اسلامی او به آمریکا بازگشت و دوباره به استادی دانشکده پزشکی دانشگاه کرنل و ریاست بخش داخلی بیمارستان نیویورک رسید.

## زندگی‌نامه
او که فرزند میرزا مهدی‌خان ابتهاج سمیعی و زهرا مژدهی-اکبر بود در رشت متولد شد و پس از طی تحصیلات ابتدایی و سیکل اول متوسطه در آن شهر در ۱۳۲۶ مستقیماً به دانشگاه استنفورد رفت و مدرک لیسانس پزشکی خود را دریافت کرد که در آن زمان نامعمول بود. او سپس فوق لیسانس خود را از دانشگاه کالیفرنیا، لس آنجلس، دکترای خود را از بیمارستان نیویورک و کالج پزشکی ویل کرنل، دانشگاه کرنل، نیویورک دریافت کرد. او تخصص بیماری‌های داخلی را از دانشگاه هاروارد، مسچوستس دریافت کرد و در آن دانشگاه به تدریس پرداخت. سمیعی دورهٔ کارآموزی را در بیمارستان نیویورک گذراند و پس از چند سال برای کار به بیمارستان‌های پیتر بنت بریگم و عمومی بوستون رفت.
او در ۱۳۴۱ پس از ۱۷ سال اقامت در آمریکا به ایران آمد و در دانشگاه شیراز به تدریس مشغول شد.
دکتر سمیعی اولین نفرولوژیست فارغ‌التحصیل آمریکا در ایران بود که خدمات بزرگی را در مراقبت از بیماران کلیوی و دیالیزی ایران ارائه داد. چندی بعد به همراه چند پزشک دیگر بیمارستان پارس تهران را بنیان گذاشت مدیریت آن را در ادواری بر عهده داشت او به استادی دانشگاه ملی ایران رسید و تا ۱۳۴۷ در این سمت بود.
در دولت حسنعلی منصور او دعوت جمشید آموزگار، وزیر بهداری را برای معاونت طرح و برنامه پذیرفت و بیمارستان فیروزگر را تأسیس کرد که هفت تخصص در آن تربیت می‌شد. پس از ترور نخست‌وزیر حسنعلی منصور در سال ۱۳۴۳، سمیعی هدایت تیم پزشکی او را بر عهده داشت و مرگ او را اعلام کرد. در سال‌های بعد او یکی از پزشکان امیرعباس هویدا نخست‌وزیر بعدی بود.
او از ۱۳۵۲ تا ۱۳۵۵ در کابینه امیرعباس هویدا وزیر علوم ایران بود. در این مدت او به تأسیس ۱۰ دانشگاه از جمله دانشگاه رازی، دانشگاه بلوچستان، دانشگاه گیلان با همکاری دانشگاه‌های آلمان، دانشگاه رضا شاه کبیر در مازندران پرداخت. او از مؤسسین بیمارستان پارس بود. سمیعی پایه‌گذار و رئیس مرکز پزشکی شاهنشاهی (بعداً دانشگاه علوم پزشکی و خدمات بهداشتی درمانی ایران در تهران) بود. در سال ۱۹۷۵ مرکز پزشکی شاهنشاهی که او ریاستش را بر عهده داشت قراردادی با دانشگاه کویینیپیاک برای تأسیس کالج بهداشت در این مرکز امضا کرد. برنامه این بود که با معکوس کردن فرار مغزها از ایران، ایرانیانی که برای تحصیل به آمریکا می‌روند جذب این کالج شوند. 
سمیعی در پاییز ۱۳۵۷ برای شرکت در همایش صدمین سالگرد تأسیس آکادمی علوم ژاپن به این کشور عزیمت کرد که پس از آن به دلیل اوج‌گیری انقلاب به همراه خانواده اش به آمریکا مهاجرت کرد. پس از انقلاب ایران وی به عنوان مدیر بخش داخلی بیمارستان نیویورک و استادی پزشکی بالینی در دانشکده پزشکی دانشگاه کرنل مشغول به کار شد و دو کتاب درسی تألیف کرد. او از جمله پایه‌گذاران و عضو اجرایی هیئت امنای بنیاد مطالعات ایران بود. سمیعی در چندین کمیته مشورتی سازمان جهانی بهداشت عضویت داشت و عضو انجمن بین‌المللی نفرولوژی آکادمی علوم نیویورک آکادمی پزشکی نیویورک و انجمن هاروی بود.

## زندگی شخصی
سمیعی با شهلا سمیعی ازدواج کرد و دو فرزند به نام‌های گلناز و احمدعلی داشت. او در سال ۱۳۷۹ بر اثر سرطان درگذشت.
خانه ایشان در تهران، میدان بهارستان، خیابان مجاهدین اسلام، خیابان ایران، (مدرسه راهنمایی شهید اندرزگو) واقع شده و این اثر در تاریخ ۲۶ آبان ۱۳۸۷ با شمارهٔ ثبت ۲۳۸۷۷ به‌عنوان یکی از آثار ملی ایران به ثبت رسیده‌است. بخشی از این خانه در مرداد ۱۳۹۶ تخریب شد.

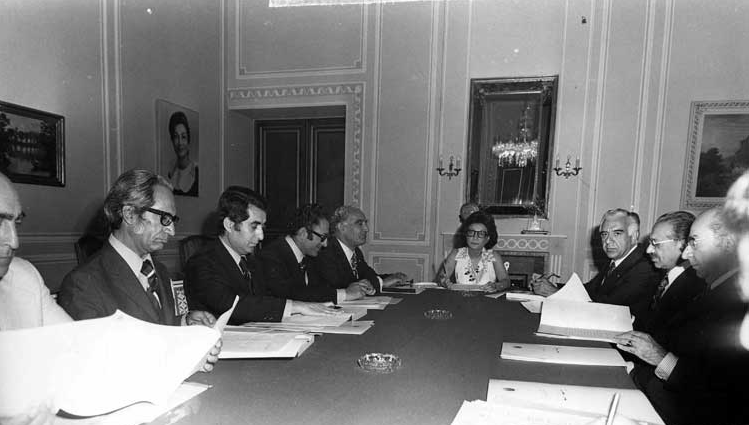
جلسه‌ای با حضور اشرف پهلوی، علی‌اشرف احمدی، محمدصفی اصفیا، منوچهر اقبال، عبدالرضا انصاری، مجید رهنما، عبدالحسین سمیعی و عبدالمجید مجیدی
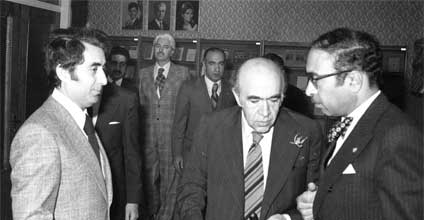
تهران (۱۳۵۳) از راست: فرهنگ مهر، امیرعباس هویدا، غلامرضا کیانپور، نصرالله مقتدر، مژدهی و عبدالحسین سمیعی